# گمینا ژووکیوکا
گمینا ژووکیوکا (به لهستانی:  Gmina Żółkiewka) یک گمینا در لهستان است که در شهرستان کراسنستاف واقع شده‌است. گمینا ژووکیوکا ۱۳۰٫۰۱ کیلومتر مربع مساحت و ۶٬۱۳۱ نفر جمعیت دارد.